# Tenuiphantes leprosoides
Tenuiphantes leprosoides là một loài nhện trong họ Linyphiidae.
Loài này thuộc chi Tenuiphantes. Tenuiphantes leprosoides được Joachim Schmidt miêu tả năm 1975.